# Clydebank
Clydebank (gael.: Bruach Chluaidh; scots: Clidbaunk) – miasto w Szkocji, w hrabstwie West Dunbartonshire, w zespole miejskim Glasgow leżące nad rzeką Clyde. W 2005 roku liczyło ok. 30 tys. mieszkańców.
W mieście rozwinął się przemysł maszynowy, materiałów budowlanych oraz stoczniowy.